# Polyrhachis mindanaensis
Polyrhachis mindanaensis är en myrart som beskrevs av Carlo Emery 1923. Polyrhachis mindanaensis ingår i släktet Polyrhachis och familjen myror. Inga underarter finns listade i Catalogue of Life.